# Транспорт в Тыве

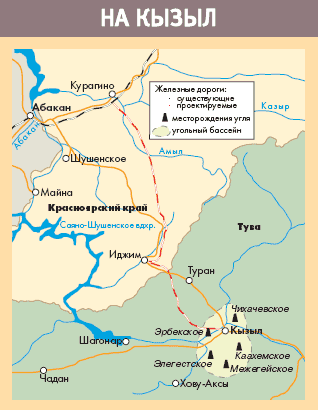
Схема проекта железной дороги Курагино — Кызыл

Транспорт в Тыве — одна из важнейших отраслей экономики Республики Тыва, обеспечивающая экономические связи как внутри Тывы, так и с другими регионами. Представлен автомобильным, внутренним (речным) водным и авиационным видами транспорта.

## Автомобильный транспорт
По данным на 2008 год протяжённость автомобильных дорог Тувы составила 4853 км. Из них 3078 км имеют твёрдое покрытие. Важнейшей дорогой является федеральная трасса М-54 «Енисей», проходящая по маршруту Красноярск — Абакан — Кызыл — граница с Монголией.

## Железнодорожный транспорт
В настоящее время в Тыве нет железных дорог. Однако в 2000-е годы возник проект строительства первой в республике железной дороги по маршруту Курагино — Кызыл. Основной целью строительства дороги является вывоз каменного угля с крупного Улуг-Хемского месторождения, расположенного недалеко от Кызыла. Попутно будет решена задача связи Кызыла с сетью железных дорог России. Протяжённость линии должна составить 409 км, а годовой объём перевозки грузов по ней — 15 млн т. Решение о строительстве железной дороги было принято в 2006 году, но из-за финансовых и организационных трудностей строительство стартовало лишь в декабре 2011 года. На железной дороге планируется соорудить 7 станций, 13 разъездов, 117 мостов и 7 тоннелей. Планируемый срок окончания строительства — 2016 год. Несмотря на начавшиеся работы, будущее дороги до сих пор находится под вопросом.